# Pedro da Grécia e Dinamarca
Pedro da Grécia e Dinamarca (em grego: Πρίγκιψ Πέτρος της Ελλάδος; 3 de dezembro de 1908 - 15 de outubro de 1980) era um soldado grego e antropólogo especializado em cultura tibetana e poliandria. Nascido em Paris e de alta na linha de sucessão ao trono grego, o príncipe Pedro foi considerado como tendo perdido seus direitos de sucessão ao se casar com uma plebeia russa duas vezes divorciada, Irina Aleksandrovna Ovtchinnikova. Depois de sua primeira viagem científica para a Ásia, Peter serviu como oficial do exército grego durante a Segunda Guerra Mundial.

## Viagem à Ásia e Casamento
Em 1935,  Pedro conheceu e iniciou uma relação com Irina Aleksandrovna Ovtchinnikova, uma russa, quatro anos mais velha, casada e com um ex-marido. No ano seguinte, Irina se divorciou pela segunda vez, e aumentou sua influência sob Pedro. Sua família desaprovava intensamente sua relação com "a russa", como foi apelidada Irina. Pedro não queria ter uma reputação tão ruim como de Eduardo VIII do Reino Unido, que abdicou no mesmo ano para se casar com sua amante que havia sido divorcidada duas vezes, Wallis, Duquesa de Windsor. 
Acompanhado por Irina e um estudante de Malinowski, Pedro embarcou em uma viagem para a Ásia em setembro de 1937. O trio passou pela Síria e Pérsia, antes de chegarem na Índia britânica, em busca de uma tribo para o Príncipe estudar. Eles chegaram ao Paquistão no início de 1938, e Pedro conduziu uma busca pelas regiões de Lahore, Kulu, Leh e Srinagar. Em Kagil, visitou o túmulo do viajante dinamarquês, Polycarpus Lindqvist que faleceu ali em 1930. Depois se dirigiram ao Sul da Índia, onde visitaram os distritos de Nilgiris, Madras, Kalimpong e Ceylon. Ao longo de toda a viagem, Pedro focou sua atenção no estudo da Poliandria.
Em Madras, o Príncipe decidiu oficializar sua relação com Irina. Eles se casaram no consulado dinamarquês em setembro de 1939. Ciente da desaprovação de sua família com a relação, mas se aproveitando da turbulência criada pela recém-declarada Segunda Guerra Mundial, Pedro não se preocupou em informar a corte real e seus pais sobre o casamento. A Família Real soube da novidade pela imprensa algumas semanas depois. Seu pai, Jorge da Grécia e Dinamarca, revoltado por seu filho não pedir autorização ao Rei para se casar, renegou Pedro e evitou contato com ele. Apesar de sua decepção sua mãe, Maria Bonaparte, continuou tendo contato com o filho e enviando regularmente dinheiro para ele.
No entanto, nem todos os membros ficaram insatisfeitos com o casamente e a subsequente perda de seus direitos dinásticos. Sua tia, Alice de Battenberg, ficou feliz de vê-lo excluído da linha de sucessão porque seu filho, Filipe, ficou mais perto do trono.